# Túfaranka
Túfaranka ist eine tschechische Blaskapelle.

## Geschichte
Túfaranka wurde 1978, als Jugendkapelle in Šakvice durch Josef Šural gegründet. 1993 gewann die Kapelle beim Weltfestival der Blaskapellen in Kerkrade. Künstlerischer Leiter ist Bohumir Kameník, als Kapellmeisters ist Jan Bílek tätig.
Die Kapelle spielt vornehmlich Variationen von Volksliedern, und Kompositionen von J. Slabák, B. Kamenßik, A. Zvacek, Adam Hudec, M. Irsa.

## Erfolge
- Gewinn im Wettbewerb Goldenes Flügelhorn 1996 in Hodonín[1]
- Gewinn bei Wereld Muziek Concours Kerkrade 1998 (Profikategorie)
- Zweiter Rang bei den 6. Europäischen Meisterschaften der Böhmisch-Mährischen Blasmusik vom 6. Mai bis 8. Mai 2005 in Sonthofen/Allgäu, (Profikategorie)[2]

## Diskographie
- Chlapci ze Šakvic
- Rückkehr aus Frankreich
- Podruhé Vám nepovím
- Lustige Brüder
- Zärtliche Wörtchen
- Die temperamentvolle Katka
- 2002
- Das zehnte Mal
- Konzert
- Měla jsem milého
- Muzikanti z Moravy